# خلية ساقطية
قبل أن تصل البويضة المخصبة إلى الرحم ، الغشاء المخاطي لجسم الرحم يخضع لتغييرات هامة ومن ثم يعرف بالغشاء الساقط. سمك ووعائية الغشاء المخاطي تشهد زيادة كبيرة؛ الغدد تطول وتفتح على سطحه على شكل فتحات قمعية، في حين أن أعمق أجزائه تلتوي وتتوسع في مسافات غير منتظمة. وتزداد الأنسجة داخل الغدد زيادة كمية، وتكتظ بخلايا بيضوية مستديرة، أو خلايا مضلّعة، توصف بالخلايا الساقطية. توسيعها يرجع إلى الجليكوجين وتراكم الدهون في السيتوبلازم مما يسمح لهذه الخلايا أن توفر مصدرا غنيا لتغذية الجنين النامي.

## وصلات خارجية
- صور نسيجية: 19905loa — نظام تعلم علم الأنسجة في جامعة بوسطن - "التناسلي للأنثى: المشيمة، الخلايا الساقطية"
- مادة علم الأنسجة في جامعة إلينوي في إربانا-شامبين 1107